# Linen of Desna
ТОВ «Linen of Desna» (укр. Льон Десни) — українська компанія зі штаб-квартирою в Глухові, яка працює в галузях вирощування і переробки льону та конопель.

## Історія
Компанія заснована 2009 року у Глухові Сумської області французькою компанією «Укрен Агрі» та підприємцем Мішелем Терещенком. До її структури входить шпагатна фабрика. Співпрацює з Інститутом луб'яних культур НААНУ. 
У 2016 році компанія вперше за часи незалежності України виготовила 100 % лляне полотно з льону місцевого виробництва врожаю 2015 року. У 2017 році «Linen of Desna» ввійшла в «ТОП-100 компаній аграрної еліти України» та перемогла в номінації «Вдосконалення технології».
Компанія проводить щорічний фестиваль «Льон-Фест» у Глухові.

## Напрямки діяльності
- Розробка і  вдосконалення методів та технологій вирощування і переробки льону та конопель: підприємство активно співпрацює з Інститутом луб'яних культур НААНУ.
- Вирощування льону та конопель: компанія має найбільшу в Європі площу вирощування льону — 500 га.
- Переробка льону і конопель-сирцю та виробництво льоноволокна та конопляного волокна: об'єми вирощування льоноволокна становлять 1 000 т, волокна конопель — 500 т на рік[3].
- Виробництво побічних продуктів переробки конопляного та льоноволокна.
- Реалізація та експорт продукції переробки луб'яних культур.